# 시클로헥사논
시클로헥사논(Cyclohexanone) 또는 사이클로헥사논은 화학식 (CH2)5CO를 갖는 유기 화합물이다. 분자는 케톤 작용기를 가진 6개의 탄소로 구성된 고리형 분자로 구성된다. 이 무색 유성 액체는 벤즈알데히드를 연상시키는 달콤한 냄새가 난다. 시간이 지남에 따라 시클로헥사논 샘플은 연한 노란색을 띠게 된다. 사이클로헥사논은 물에 약간 용해되며 일반적인 유기 용매와 섞일 수 있다. 주로 나일론의 전구체로 매년 수십억 킬로그램이 생산된다.

## 안전
사이클로헥사놀과 마찬가지로 사이클로헥사논은 발암성이 없으며 중간 정도의 독성을 갖고 있으며 증기의 TLV는 25ppm이다. 자극적이다.